# Pásovci
Pásovci (Cingulata) jsou řádem placentálních savců ze skupiny chudozubých, ke kterým se řadí dvě recentní čeledi pásovcovití (Dasypodidae) a pláštníkovití (Chlamyphoridae), spolu s vyhynulými čeleděmi Pachyarmatheriidae, Pampatheriidae a Peltephilidae.
Tělo pásovců je pokryto krunýřem z kostěných destiček, jehož povrch je pokryt rohovinovými šupinami. Pásovci se vyvinuli v Jižní Americe, po spojení Jižní a Severní Ameriky pronikli přes Panamskou šíji i na sever.

## Systematika
Za bazální skupinu pásovců byli tradičně považováni glyptodonti, kteří bývali zařazováni do samostatné čeledi Glyptodontidae, která byla považována za samostatnou linii. Na základě fylogenetické studie Delsuc et al. z roku 2016 však došlo k ponížení čeledi Glyptodontidae na podčeleď Glyptodontinae a jejímu vnoření do pláštníkovitíých (Chlamyphoridae). Ve fylogenetickém stromu tak základní linie pásovců bez vyhynulých čeledí vypadají takto:

|  | Zaedyus                          |
|  |                                  |
|  | \| \| Chaetophractus \| \| \| \| |
|  |                                  |
|  | Chaetophractus                   |
|  |                                  |

|  | Chaetophractus |
|  |                |

|  | Zaedyus                          |
|  |                                  |
|  | \| \| Chaetophractus \| \| \| \| |
|  |                                  |
|  | Chaetophractus                   |
|  |                                  |

|  | Chaetophractus |
|  |                |

|  | Chlamyphorus    |
|  |                 |
|  | Calyptophractus |
|  |                 |

|  | Priodontes                                               |
|  |                                                          |
|  | \| \| Tolypeutes \| \| \| \| \| \| Cabassous \| \| \| \| |
|  |                                                          |
|  | Tolypeutes                                               |
|  |                                                          |
|  | Cabassous                                                |
|  |                                                          |

|  | Tolypeutes |
|  |            |
|  | Cabassous  |
|  |            |

|  | Chlamyphorus    |
|  |                 |
|  | Calyptophractus |
|  |                 |

|  | Priodontes                                               |
|  |                                                          |
|  | \| \| Tolypeutes \| \| \| \| \| \| Cabassous \| \| \| \| |
|  |                                                          |
|  | Tolypeutes                                               |
|  |                                                          |
|  | Cabassous                                                |
|  |                                                          |

|  | Tolypeutes |
|  |            |
|  | Cabassous  |
|  |            |

|  | Chlamyphorus    |
|  |                 |
|  | Calyptophractus |
|  |                 |

|  | Priodontes                                               |
|  |                                                          |
|  | \| \| Tolypeutes \| \| \| \| \| \| Cabassous \| \| \| \| |
|  |                                                          |
|  | Tolypeutes                                               |
|  |                                                          |
|  | Cabassous                                                |
|  |                                                          |

|  | Tolypeutes |
|  |            |
|  | Cabassous  |
|  |            |

|  | Chlamyphorus    |
|  |                 |
|  | Calyptophractus |
|  |                 |

|  | Priodontes                                               |
|  |                                                          |
|  | \| \| Tolypeutes \| \| \| \| \| \| Cabassous \| \| \| \| |
|  |                                                          |
|  | Tolypeutes                                               |
|  |                                                          |
|  | Cabassous                                                |
|  |                                                          |

|  | Tolypeutes |
|  |            |
|  | Cabassous  |
|  |            |

|  | Zaedyus                          |
|  |                                  |
|  | \| \| Chaetophractus \| \| \| \| |
|  |                                  |
|  | Chaetophractus                   |
|  |                                  |

|  | Chaetophractus |
|  |                |

|  | Zaedyus                          |
|  |                                  |
|  | \| \| Chaetophractus \| \| \| \| |
|  |                                  |
|  | Chaetophractus                   |
|  |                                  |

|  | Chaetophractus |
|  |                |

|  | Chlamyphorus    |
|  |                 |
|  | Calyptophractus |
|  |                 |

|  | Priodontes                                               |
|  |                                                          |
|  | \| \| Tolypeutes \| \| \| \| \| \| Cabassous \| \| \| \| |
|  |                                                          |
|  | Tolypeutes                                               |
|  |                                                          |
|  | Cabassous                                                |
|  |                                                          |

|  | Tolypeutes |
|  |            |
|  | Cabassous  |
|  |            |

|  | Chlamyphorus    |
|  |                 |
|  | Calyptophractus |
|  |                 |

|  | Priodontes                                               |
|  |                                                          |
|  | \| \| Tolypeutes \| \| \| \| \| \| Cabassous \| \| \| \| |
|  |                                                          |
|  | Tolypeutes                                               |
|  |                                                          |
|  | Cabassous                                                |
|  |                                                          |

|  | Tolypeutes |
|  |            |
|  | Cabassous  |
|  |            |

|  | Chlamyphorus    |
|  |                 |
|  | Calyptophractus |
|  |                 |

|  | Priodontes                                               |
|  |                                                          |
|  | \| \| Tolypeutes \| \| \| \| \| \| Cabassous \| \| \| \| |
|  |                                                          |
|  | Tolypeutes                                               |
|  |                                                          |
|  | Cabassous                                                |
|  |                                                          |

|  | Tolypeutes |
|  |            |
|  | Cabassous  |
|  |            |

|  | Chlamyphorus    |
|  |                 |
|  | Calyptophractus |
|  |                 |

|  | Priodontes                                               |
|  |                                                          |
|  | \| \| Tolypeutes \| \| \| \| \| \| Cabassous \| \| \| \| |
|  |                                                          |
|  | Tolypeutes                                               |
|  |                                                          |
|  | Cabassous                                                |
|  |                                                          |

|  | Tolypeutes |
|  |            |
|  | Cabassous  |
|  |            |

|  | Zaedyus                          |
|  |                                  |
|  | \| \| Chaetophractus \| \| \| \| |
|  |                                  |
|  | Chaetophractus                   |
|  |                                  |

|  | Chaetophractus |
|  |                |

|  | Zaedyus                          |
|  |                                  |
|  | \| \| Chaetophractus \| \| \| \| |
|  |                                  |
|  | Chaetophractus                   |
|  |                                  |

|  | Chaetophractus |
|  |                |

|  | Chlamyphorus    |
|  |                 |
|  | Calyptophractus |
|  |                 |

|  | Priodontes                                               |
|  |                                                          |
|  | \| \| Tolypeutes \| \| \| \| \| \| Cabassous \| \| \| \| |
|  |                                                          |
|  | Tolypeutes                                               |
|  |                                                          |
|  | Cabassous                                                |
|  |                                                          |

|  | Tolypeutes |
|  |            |
|  | Cabassous  |
|  |            |

|  | Chlamyphorus    |
|  |                 |
|  | Calyptophractus |
|  |                 |

|  | Priodontes                                               |
|  |                                                          |
|  | \| \| Tolypeutes \| \| \| \| \| \| Cabassous \| \| \| \| |
|  |                                                          |
|  | Tolypeutes                                               |
|  |                                                          |
|  | Cabassous                                                |
|  |                                                          |

|  | Tolypeutes |
|  |            |
|  | Cabassous  |
|  |            |

|  | Chlamyphorus    |
|  |                 |
|  | Calyptophractus |
|  |                 |

|  | Priodontes                                               |
|  |                                                          |
|  | \| \| Tolypeutes \| \| \| \| \| \| Cabassous \| \| \| \| |
|  |                                                          |
|  | Tolypeutes                                               |
|  |                                                          |
|  | Cabassous                                                |
|  |                                                          |

|  | Tolypeutes |
|  |            |
|  | Cabassous  |
|  |            |

|  | Chlamyphorus    |
|  |                 |
|  | Calyptophractus |
|  |                 |

|  | Priodontes                                               |
|  |                                                          |
|  | \| \| Tolypeutes \| \| \| \| \| \| Cabassous \| \| \| \| |
|  |                                                          |
|  | Tolypeutes                                               |
|  |                                                          |
|  | Cabassous                                                |
|  |                                                          |

|  | Tolypeutes |
|  |            |
|  | Cabassous  |
|  |            |

|  | Zaedyus                          |
|  |                                  |
|  | \| \| Chaetophractus \| \| \| \| |
|  |                                  |
|  | Chaetophractus                   |
|  |                                  |

|  | Chaetophractus |
|  |                |

|  | Zaedyus                          |
|  |                                  |
|  | \| \| Chaetophractus \| \| \| \| |
|  |                                  |
|  | Chaetophractus                   |
|  |                                  |

|  | Chaetophractus |
|  |                |

|  | Chlamyphorus    |
|  |                 |
|  | Calyptophractus |
|  |                 |

|  | Priodontes                                               |
|  |                                                          |
|  | \| \| Tolypeutes \| \| \| \| \| \| Cabassous \| \| \| \| |
|  |                                                          |
|  | Tolypeutes                                               |
|  |                                                          |
|  | Cabassous                                                |
|  |                                                          |

|  | Tolypeutes |
|  |            |
|  | Cabassous  |
|  |            |

|  | Chlamyphorus    |
|  |                 |
|  | Calyptophractus |
|  |                 |

|  | Priodontes                                               |
|  |                                                          |
|  | \| \| Tolypeutes \| \| \| \| \| \| Cabassous \| \| \| \| |
|  |                                                          |
|  | Tolypeutes                                               |
|  |                                                          |
|  | Cabassous                                                |
|  |                                                          |

|  | Tolypeutes |
|  |            |
|  | Cabassous  |
|  |            |

|  | Chlamyphorus    |
|  |                 |
|  | Calyptophractus |
|  |                 |

|  | Priodontes                                               |
|  |                                                          |
|  | \| \| Tolypeutes \| \| \| \| \| \| Cabassous \| \| \| \| |
|  |                                                          |
|  | Tolypeutes                                               |
|  |                                                          |
|  | Cabassous                                                |
|  |                                                          |

|  | Tolypeutes |
|  |            |
|  | Cabassous  |
|  |            |

|  | Chlamyphorus    |
|  |                 |
|  | Calyptophractus |
|  |                 |

|  | Priodontes                                               |
|  |                                                          |
|  | \| \| Tolypeutes \| \| \| \| \| \| Cabassous \| \| \| \| |
|  |                                                          |
|  | Tolypeutes                                               |
|  |                                                          |
|  | Cabassous                                                |
|  |                                                          |

|  | Tolypeutes |
|  |            |
|  | Cabassous  |
|  |            |

Kompletní seznam vyhynulých čeledí pásovců se může lišit v závislosti na zdroji. Většinou se rozeznávají tyto evoluční linie:
- †Peltephilidae
- †Pampatheriidae
- †Pachyarmatheriidae
- Dasypodidae – pásovcovití
- Chlamyphoridae – pláštníkovití

## Stavba těla
Jsou rozdílné velikost, nejmenší druh pláštník malý dorůstá do 15 až 17 cm a váží 0,1 kg a největší pásovec velký může být dlouhý 1,5 m a hmotný 60 kg.
Hlavním poznávacím znamením je krunýř složený z chitinových destiček, které jsou pokryty rohovinovými šupinami převážně okrouhlého tvaru. Hřbet pokrývají destičky v pásech, jejichž počet je důležitým taxonomickým znakem. Tyto pásy jsou spojeny pružnou kůži většinou porostlou tvrdými chlupy. Tento pružný krunýř dovoluje některým pásovcům se v případě ohrožení stočit do klubíčka a chránit si spodní část trupu porostlou jen tenkou kůži. Povrch hlavy je vždy důkladně kryt tvrdými šupinami.

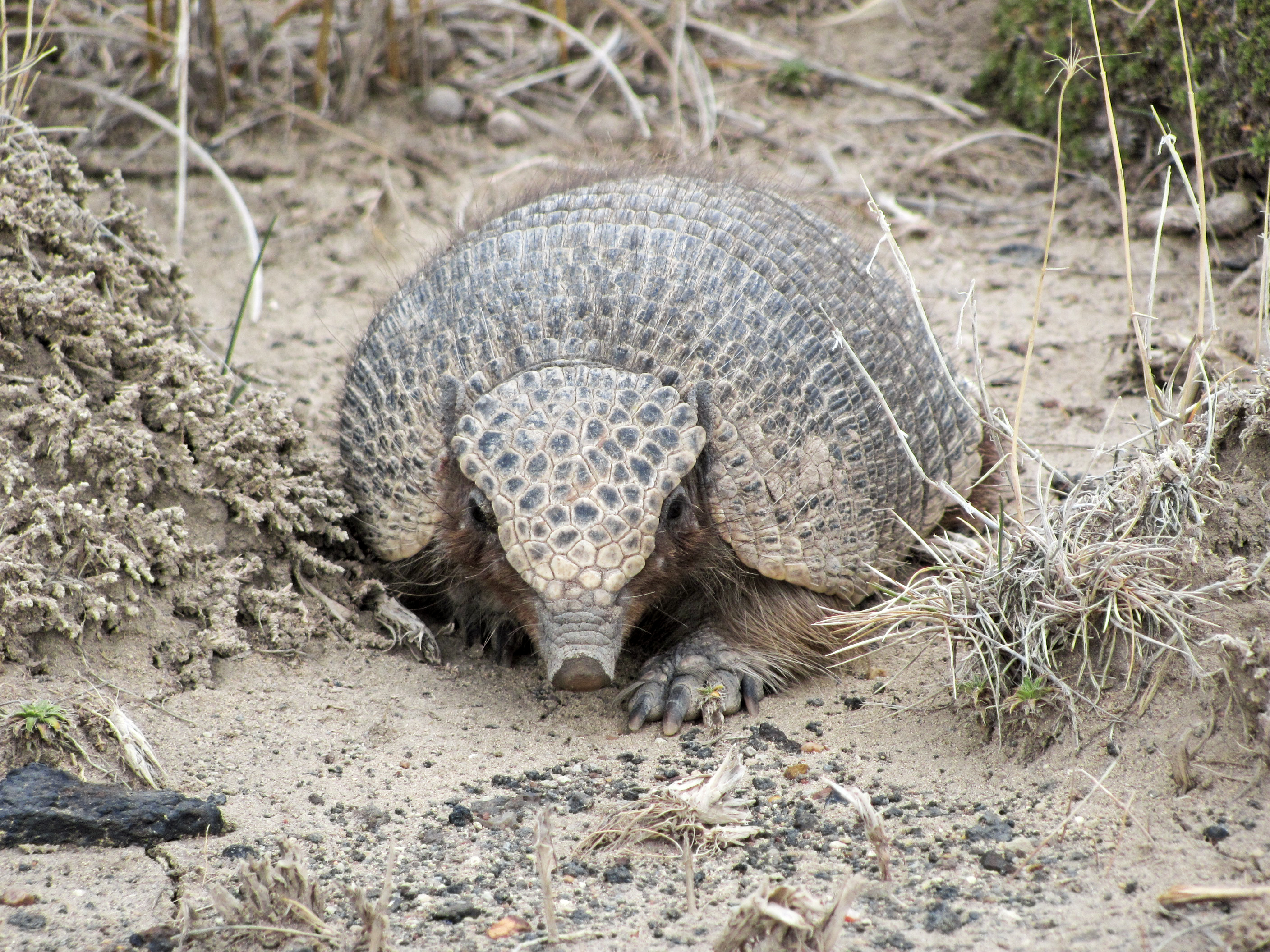
Pásovec malý

Hrabavé končetiny bývají alespoň z části pokryty tvrdými kroužky a zbytek ostrými štětinami. Na poměrně krátkých předních nohou mají pásovci 3 až 5 prstů se silnými zahnutými drápy kterými si vyhrabávají potravu nebo noru k úkrytu; v zajetí se prohrabou i tvrdou podlahou. Na zadních nohou mají po 5 kratších prstech s drobnějšími drápy. Dlouhý ocas mají skrytý pod kostnatými kroužky. Kostra je velice pevně stavěná, první dva krční obratle srostly a žebra a pánev jsou velmi silné.
Lebku mají zploštěnou s dlouhou spodní čelisti. Jejich čenich je rozdílný podle druhu, může být krátký a trojúhelníkový, u jiných dlouhý a trubkovitý. Mají malé oči a následně i špatný zrak, zato ale dobrý čich a sluch, některé druhy mají viditelně velké ušní boltce. Počet zubů je velmi proměnlivý, kolísá od 28 až po 100, liší se i u zvířat stejného druhu. Pásovcovitým chybí špičáky a většina nemá ani řezáky, všechny jejich zuby jsou převážně stejné.

## Biologie a chování

### Potrava

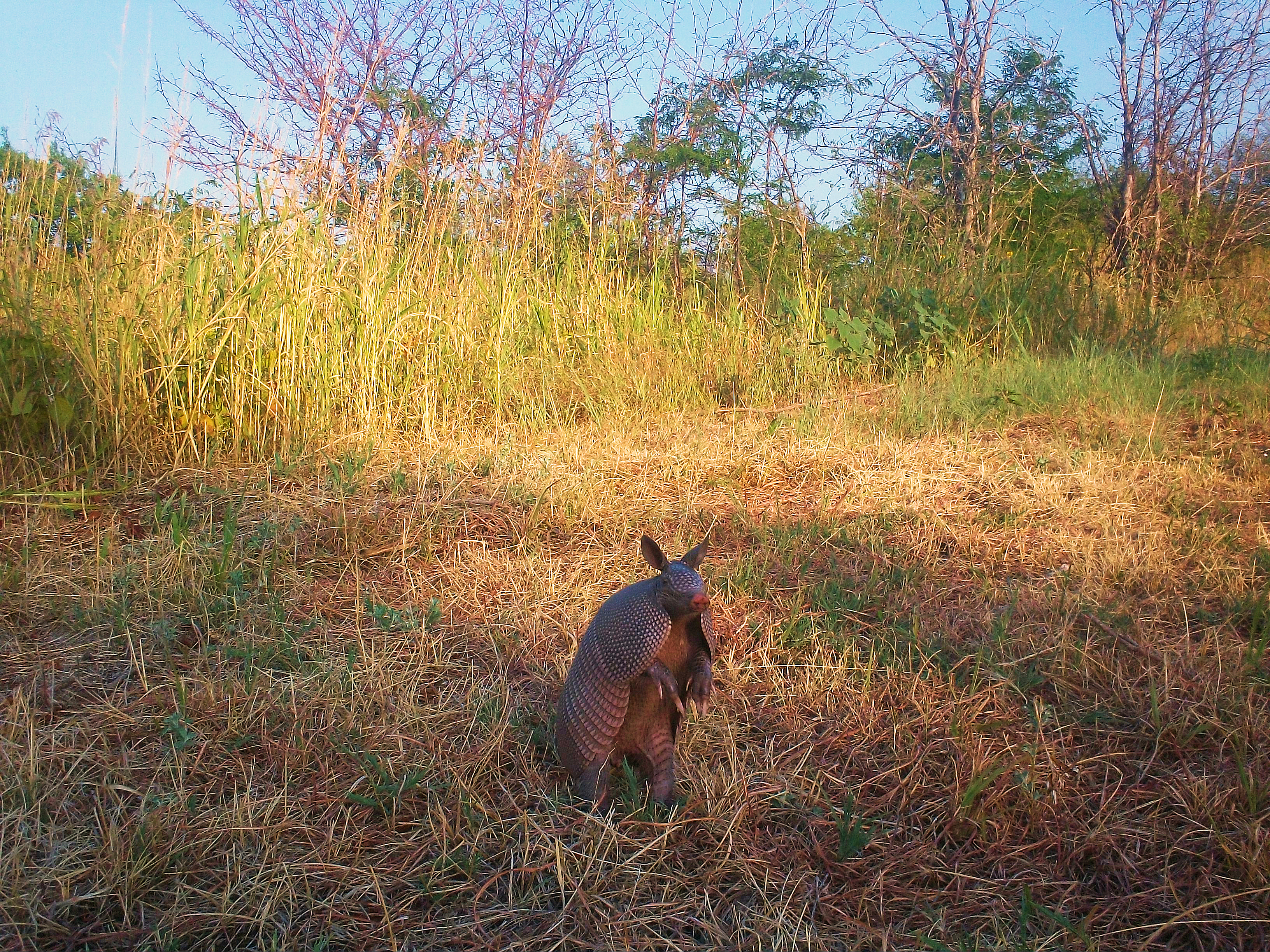
Panáčkující pásovec

Pásovcovití jsou všežravci, jejich strava je primárně živočišná, skládá z hmyzu, (velmi často mravenců a termitů), drobných obratlovců, červů, housenek, členovců, hadů a žab. Požírají příležitostně i zdechliny, různá ovoce a plody i kořínky. Jejich jídelníček se liší v závislosti na oblasti a ročním období.
Tato zvířata vycházejí za potravou nejčastěji v noci, lze je spatřit již za soumraku nebo svítání. Za intenzivního slunečního svitu jsou převážně ukryti v hlubokých norách, při chladnějším počasí hledají potravu i během dne. Jídlo si vyhledávají hlavně čichem a sluchem, ten je varuje i před predátory.

### Životní projevy
Jsou to zvířata žijící vyjma doby rozmnožování přísně samotářsky. Jejich tělesná teplota je ve srovnání s ostatními savci poměrně nízká a silně závislá na teplotě okolí, mají obzvláště pomalý metabolismus.

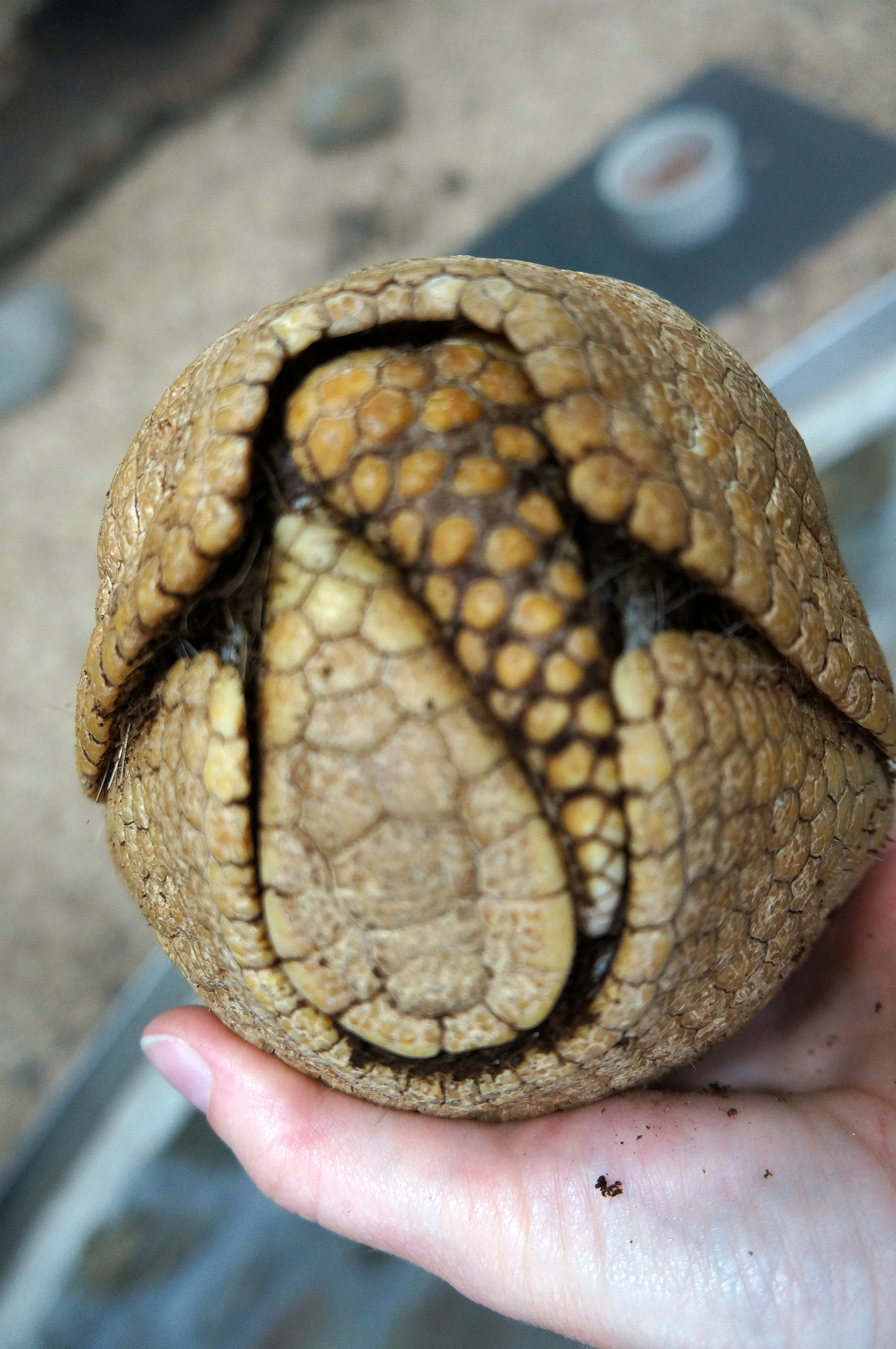
Pásovec stočený do obranného klubíčka

Tito na pohled neohrabaní živočichové dokážou v případě útěku před nebezpečím běžet velice rychle, byla krátkodobě pozorována rychlost 40 km/h. Některé druhy mohou stát na zadních nohou a jiné zase v případě úleku vyskakují až metr vysoko (např. před automobilem). Přestože jsou výhradně suchozemskými živočichy dobře plavou, nafouknou si vzduchem žaludek a silnými tlapami pádlují. Když zadrží dech (mají objemné plíce) mohou zůstat několik minut pod vodou, nedýchají ani při hrabání aby nevdechovali prach.
S ohledem na hrabavý působ získávání potravy, zabydlují nejčastěji území s převážně vlhkou, kyprou, na humus bohatou půdou, ve které nacházejí nejvíce potravy. Žijí v lesích a za potravou vycházejí také na vlhké louky a do porostů podél vodních toků a nádrží, přichází jim vhod i obdělávaná pole.

### Rozmnožování
Jsou to polygamní živočichové, samec se páří s více samicemi. U některých druhů se často po oplodnění rýhující vajíčko rozdělí na více embryí (tzv. polyembryonie) a rodí se 4 i více mláďat shodného pohlaví.
Doba březosti je dva až čtyři měsíce, u některých druhů nastává tzv. utajená březost trvající až 8 měsíců. Po narození zůstávají mláďata v noře a matka je kojí, tehdy se jim začíná vyvíjet tvrdý krunýř. Společně s matkou opouštějí postupně noru a učí se sama živit, ve věku půl až jednoho roku jsou samostatná a odcházejí. Samice některých druhů mohou zabřeznout každým rokem. Rodí obvykle 1 až 12 mláďat, průměrná velikost vrhu jsou 4 mláďata. Dožívají se 4 až 12 let.

## Ohrožení

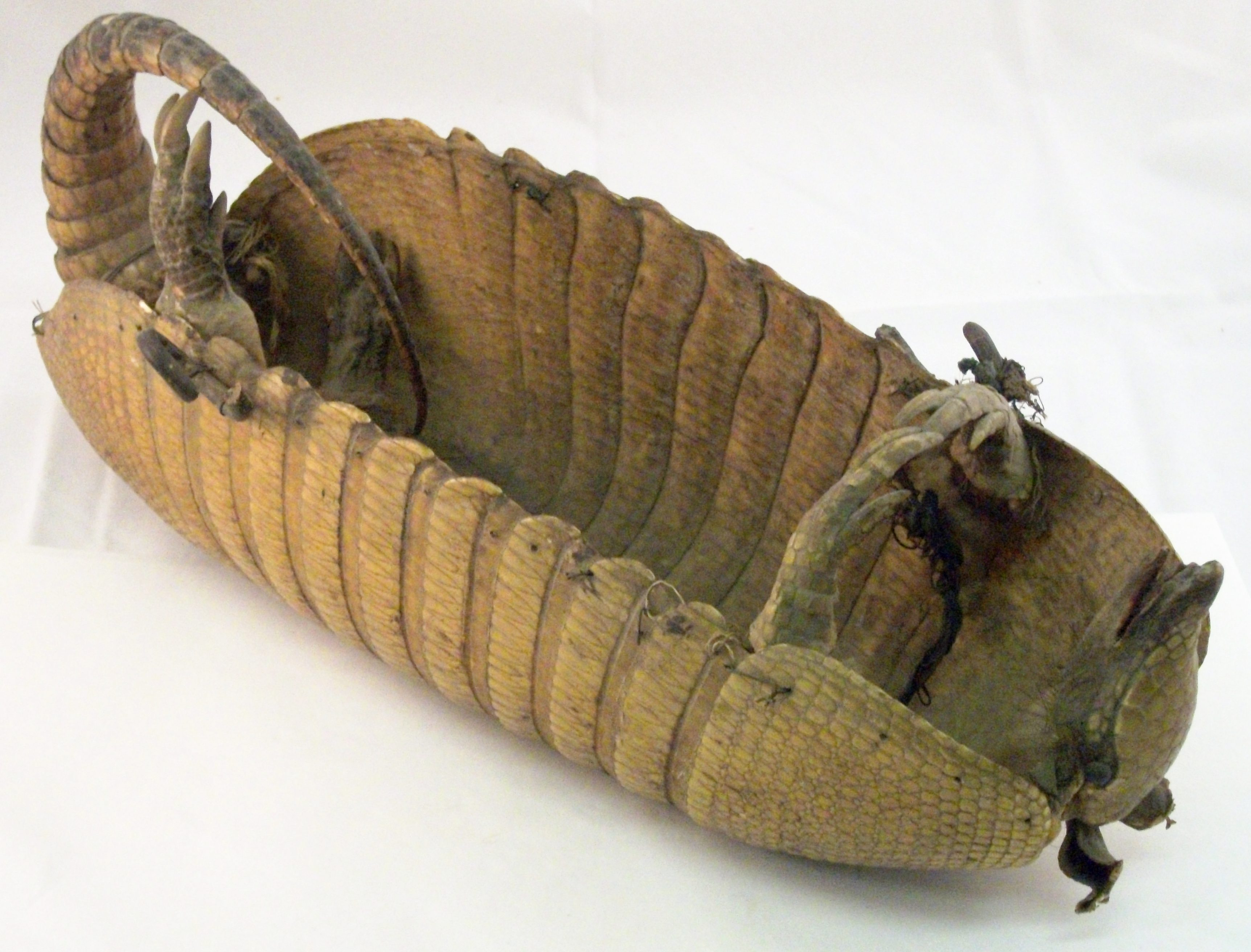
Taška z pásovce

Jsou to zvířata mající hodně přirozených predátorů, jaguáři, vlci, zdivočelí psi a krokodýli. Mimo to jsou také pronásledováni lidmi, kterým škodí na farmách, kde rozhrabávají pozemky. Jsou také loveni pro chutné maso a krunýř, z kterého se dělají ozdobné výrobky, např. kabelky.
Vědci počali zkoumat pásovce devítipásého, který jako jedno z mála zvířat může onemocnět malomocenstvím a hledají u něj obranné látky, které by pomohly při léčbě lidí. Při konzumaci dostatečně tepelně neupraveného masa nebo přímým stykem s nakaženým jedincem se tato nemoc může přenést i na lidi.
Některé druhy žijí v malých počtech na omezeném území a jsou proto ohrožené (např. rod Calyptophractus), jiné jsou zase rozšířeny po velkém území (např. rod Dasypus) a bezprostřední nebezpečí vyhynutí jim nehrozí.